# امپراتوری چین ۲: اتحاد
امپراتوری چین ۲: اتحاد یک سریال تلویزیونی چینی ساخته سال ۲۰۱۲ است. این سریال اقتباسی از رمانی با همین نام به نوشته سون هاوهویی است، داستان سریال به وقایع سرزمین چین و پادشاه هویون در عصر دولت‌های جنگ‌طلب می‌پردازد.
سریال برای نخستین بار در سال ۲۰۱۲ و از شبکه Astro Wah Lai Toi در مالزی پخش شد. پیش از این، سریال امپراتوری چین (۲۰۰۹) و پس از آن امپراتوری چین ۳ (۲۰۱۷) نیز برپایه رمان‌های سون هاوهویی ساخته شده‌است. این سریال در سال ۲۰۱۷ با عنوان امپراتوری چین: اتحاد در نتفلیکس شروع به پخش کرد.

## داستان
داستان این سریال به، به قدرت رسیدن سرزمین چین در سال‌ ۲۰۰ پیش از میلاد است و اشاره به روابط فرمانروایی چین با قدرت‌های بزرگ همسایه آن دوره مانند وی، چو، چی و هان دارد. ژیائو که فرمانروایی نوظهور چین را به عهده دارد، سعی می‌کند با بها دادن به افراد مستعد و شایسته قلمروی خود، فرمانروایی چین را به کشوری قدرتمند تبدیل کند. او در این راه از وزیری با هوش و زیرک که اصالتی از سرزمین  وی دارد هم پیمان می‌شود و با قدرت نظامی جنگجویان چینی و سیاست‌های خاص جنگی کشور را تبدیل به قدرت بزرگ منطقه می‌کند. این سریال بیشتر به اقدامات ژیائو برای گسترش قلمروی خود، استراتژی‌هایی که در این راه به کار می‌گیرد و روابط دربار او در این دوره می‌پردازد.

## لینک‌های اضافی
- (به چینی) The Qin Empire II official page on CCTV's website
- (به چینی) The Qin Empire II official page on CTV's website